# Suat Hayri Ürgüplü

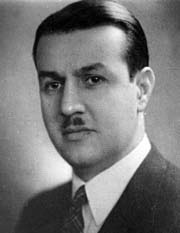
Suat Hayri Ürgüplü

Suat Hayri Ürgüplü (* 13. August 1903 in Damaskus, Osmanisches Reich; † 26. Dezember 1981 in Istanbul) war ein türkischer Politiker und Ministerpräsident der Republik Türkei.

## Leben
Ürgüplü war der Sohn des Scheichülislams Ürgüplü Mustafa Hayri Efendi, der nach Proklamation der Kriegserklärung durch Sultan Mehmed V. in seiner Fatwa vom 14. November 1914 zum Dschihad gegen die Feinde des Osmanischen Reiches im Ersten Weltkrieg aufrief. Ürgüplü stammt aus der Familie des Großwesirs Nevşehirli Damat İbrahim Pascha.
Ürgüplü absolvierte das Galatasaray-Gymnasium. 1926 absolvierte er die Fakultät für Rechtswissenschaft an der Darülfünun. Danach arbeitete er in verschiedenen Positionen als Beamter. Er war auch als Athlet im Sportverein Galatasaray Istanbul aktiv. Ürgüplü arbeitete zwischen 1929 und 1932 als Richter am Handelsgericht İstanbul.
1939 wurde er als Abgeordneter der Provinz Kayseri in die Große Nationalversammlung der Türkei gewählt. In der 2. Saracoğlu-Regierung war Ürgüplü Minister für Zoll und Monopole. Nachdem gegen ihn Veruntreuungsvorwürfe bezüglich Kaffeeimports gerichtet worden waren, gab er bekannt:

„Es wurde in meinem Ministerium bezüglich der Kaffeeveruntreuung, in der auch mein Name fällt, eine Kommission gegründet. Damit dieses Untersuchungsgremium in Ruhe arbeiten kann, muss ich mich von meinem Sessel trennen, andernfalls würde ich die Kommission beeinflussen, es würde zu keinem korrekten Urteil kommen. Aus diesem Grund, aus politischer Ethik, trete ich zurück.“

In weiterer Folge wurde Ürgüplü vom Staatsgerichtshof (yüce divan) freigesprochen.
1950 kehrte er in das Parlament zurück. Bis 1952 war er Abgeordneter der Demokrat Parti für die Provinz Kayseri. Für einige Zeit war Ürgüplü stellvertretender Präsident der Parlamentarischen Versammlung des Europarates. 1952 wurde er zum Botschafter nach Bonn beordert. 1955 wurde er Botschafter der Türkei in der Botschaft London, 1959 in der Botschaft Washington und 1960 in Madrid. Bei den Wahlen von 1961 wurde er zum Senator der Provinz Kayseri gewählt und zugleich zum ersten Präsidenten des Senats. Nachdem der Ministerpräsident İsmet İnönü am 5. Februar 1965 zurückgetreten war, wurde Ürgüplü aus der Adalet Partisi zum Ministerpräsidenten ernannt. Er blieb in diesem Amt bis zu den Wahlen vom 10. Oktober 1965. 1966 wurde er zum Kontingentssenator gewählt und blieb bis 1972 in dieser Position.
Ürgüplü war den Angaben der Großloge der Freien und Angenommenen Maurer der Türkei zufolge ein Freimaurer.
Sein Grab befindet sich auf dem Märtyrerfriedhof Edirnekapı.